# Guglielmo di Wied
Guglielmo di Wied, principe d'Albania (tedesco:  Wilhelm Friedrich Heinrich; albanese: Princ Vidi o Princ Vilhelm Vidi; Neuwied, 26 marzo 1876 – Predeal, 17 aprile 1945), è stato un principe, militare e politico tedesco, sovrano del Principato di Albania dal 7 marzo al 3 settembre 1914 e formalmente fino al 31 gennaio 1925.

## Biografia

### I primi anni
Guglielmo di Wied era il terzo figlio di Guglielmo, quinto principe di Wied, che era a sua volta fratello della regina di Romania Elisabetta di Wied (moglie del re Carlo I di Romania), e di sua moglie, Maria d'Orange-Nassau, figlia di Federico d'Orange-Nassau e sorella della regina di Svezia Luisa d'Orange-Nassau (moglie del re Carlo XV di Svezia). Servì nell'esercito tedesco come ufficiale di cavalleria e divenne capitano dello Stato maggiore generale tedesco nel 1911.
Sposò il 30 novembre 1906 Sofia di Schönburg-Waldenburg (1885-1936, Sophie Helene Cecilie), figlia del principe ereditario Vittorio di Schönburg-Waldenburg (1856-1888) e di sua moglie, la principessa Lucia di Sayn-Wittgenstein-Berleburg (1859-1903). Dalla moglie ebbe due figli, la principessa Maria Eleonora (1909-1956) e il principe Carol Victor (1913-1973).

### Principe d'Albania
Durante la prima guerra balcanica il 28 novembre 1912 Ismail Qemali riunì a Valona 83 notabili albanesi, sia musulmani che cristiani, che proclamarono l'indipendenza dell'Albania dall'Impero ottomano. Alla conclusione della guerra, il trattato di Londra del 30 maggio 1913 affidò alle sei grandi potenze europee (Austria-Ungheria, Francia, Germania, Italia, Gran Bretagna e Russia) il compito di definire la forma del nuovo Stato e i suoi confini. Il 29 luglio del 1913 la conferenza degli ambasciatori delle sei potenze decise che l'Albania sarebbe stata un principato ereditario governato da un principe tedesco, sotto un protettorato esercitato per una durata di dieci anni (rinnovabili) da una commissione composta dai rappresentanti delle sei potenze e da un rappresentante dell'Albania.
Su istanza della regina di Romania Elisabetta di Wied, il ministro rumeno Take Ionescu propose come candidato suo nipote, il principe Guglielmo di Weid, che le grandi potenze scelsero come primo principe d'Albania. Il fatto che fosse di religione protestante lo fece ritenere adatto a mediare tra le diverse componenti della popolazione (musulmana, cattolica e ortodossa). Guglielmo di Weid, inizialmente riluttante. Il 21 febbraio 1914 una delegazione di notabili albanesi guidata da Essad Pasha Toptani e da quelli arbëreshë (guidati da Luigi Baffa e Vincenzo Baffa Trasci), fece una richiesta formale, che accettò diventando così, per grazia delle potenze e per volontà del popolo, il "Principe" (Mbret) d'Albania. In lingua albanese il suo titolo fu tuttavia quello di "re" (mbret).

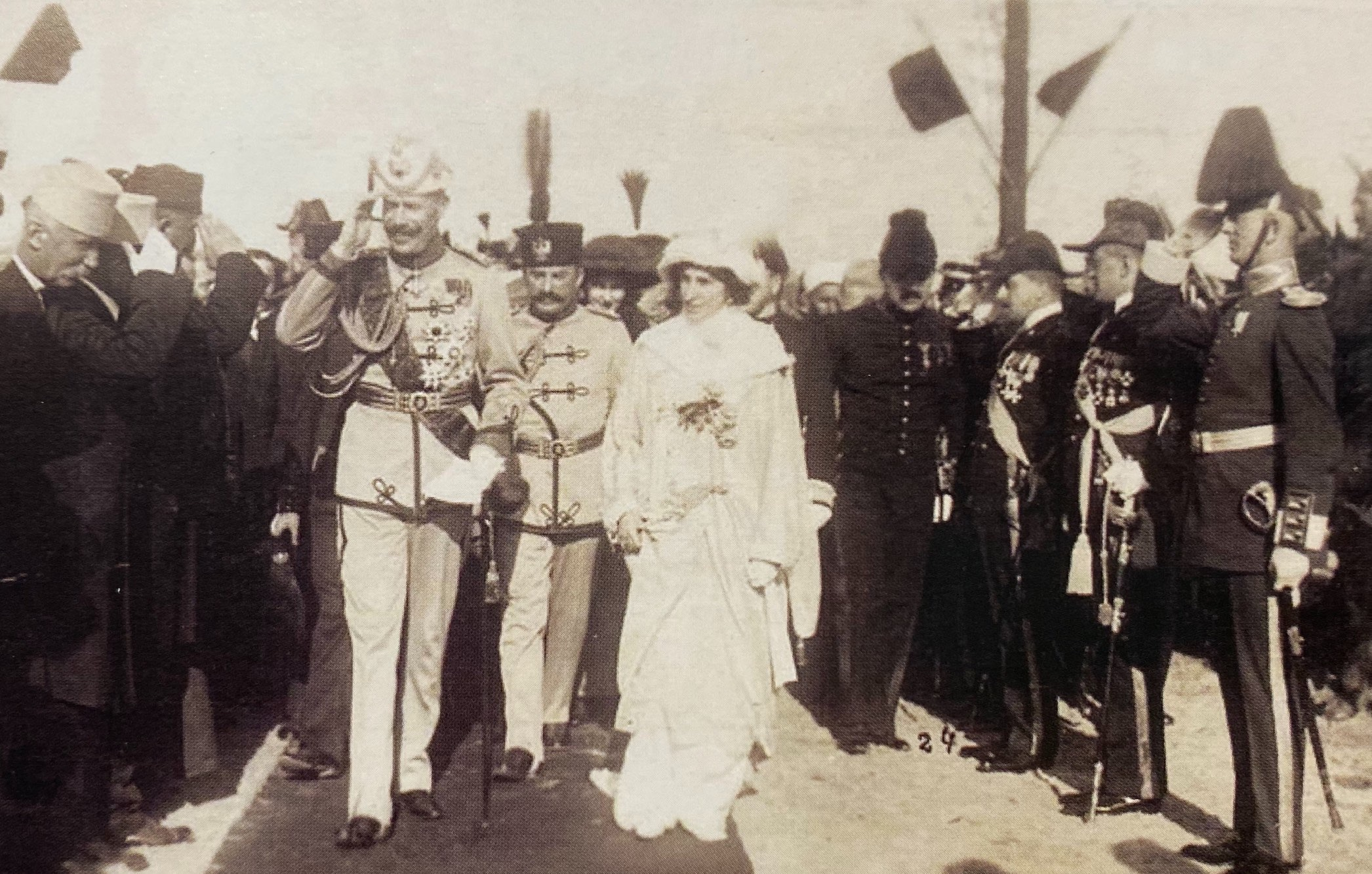
Arrivo a Durazzo del principe Guglielmo d'Albania e della moglie, la principessa Sofia, 7 marzo 1914

Il 7 marzo 1914 il nuovo principe di Albania sbarcò a Durazzo, capitale provvisoria dello Stato. Il 10 aprile la commissione internazionale approvò lo "Statuto organico dell'Albania", in 216 articoli. Il principato venne organizzato sul modello delle monarchie costituzionali europee e il principe fu affiancato da un'"Assemblea nazionale", alla quale competeva il potere legislativo, i cui membri erano in parte eletti, in parte di nomina sovrana e in parte composta dai rappresentanti delle tre confessioni religiose principali. Il governo era costituito da un consiglio dei ministri e da un primo ministro di nomina sovrana.
Il principe nominò primo ministro Thuran Pashë Përmeti (1846-1927) e ministro della guerra e dell'interno Esad Pashë Toptani (1863-1920), a capo delle forze militari musulmane nel paese.
Nel sud del paese il 28 febbraio l'ex ministro degli esteri della Grecia Georgios Christakis-Zografos, che guidava forze composte da militari regolari greci con l'aggiunta di volontari provenienti da Creta, aveva proclamato a Argirocastro la Repubblica autonoma dell'Epiro settentrionale (in greco Αυτόνομος Δημοκρατία της Βορείου Ηπείρου, Aftónomos Dimokratía tis Voreíou Ipeírou). Toptani, a capo della gendarmeria albanese, fu inviato a domare la rivolta e a costringere l'esercito greco a sgomberare il paese, ma venne accusato di preparare un colpo di stato contro Guglielmo di Weid: fu arrestato il 19 maggio e costretto all'esilio; l'episodio scatenò le proteste dei seguaci di Toptani e scontri sanguinosi tra questi e la gendarmeria albanese a Shijak e in tutta l'Albania centrale.
Il 28 giugno venne assassinato a Sarajevo l'arciduca d'Austria Francesco Ferdinando d'Asburgo-Este e il 28 luglio l'Austria-Ungheria dichiarò guerra alla Serbia, dando inizio alla prima guerra mondiale; le sei potenze che avevano il protettorato sull'Albania erano in guerra l'una contro l'altra (da una parte Austria-Ungheria e Germania e dall'altra Francia, Gran Bretagna e Russia, mentre l'Italia si proclamò inizialmente neutrale il 2 agosto) e il principe, non potendo più contare più sul loro appoggio, che costituiva la base del suo potere, il 3 settembre del 1914 lasciò Durazzo sulla nave italiana Misurata (tenente di vascello Gustavo Ponza di San Martino), ospite del contrammiraglio Eugenio Trifari, e si trasferì a Venezia.
In seguito Guglielmo di Wied rientrò nell'esercito tedesco con lo pseudonimo di "conte di Krujë", dalla città albanese di Croia. Dopo la fine della guerra sperò di essere reintegrato sul trono, ma nella conferenza di pace di Parigi le sue ambizioni furono frustrate e, nel gennaio 1920, fu decisa la spartizione del paese.
In Albania si rigettò la spartizione e si stabilì un consiglio di reggenza di quattro membri e fu eletto un parlamento bicamerale, spostando la capitale a Tirana. Il presidente statunitense Woodrow Wilson, che non era stato presente alla risoluzione di gennaio, riconobbe l'Albania, che in dicembre fu ammessa alla Società delle Nazioni. Diversi governi albanesi in conflitto fra loro si succedettero, finché Ahmet Zogu non convocò il parlamento per approvare una nuova costituzione, proclamando l'Albania una repubblica e mettendo ufficialmente fine al principato di Guglielmo di Wied, il quale tuttavia continuò a reclamare il trono per sé e per i propri discendenti anche perché i monarchici erano una larga maggioranza tra il popolo. Tuttavia questo sentimento fu paradossalmente sfruttato pochi anni dopo proprio da Zogu per autoproclamarsi Re d'Albania.

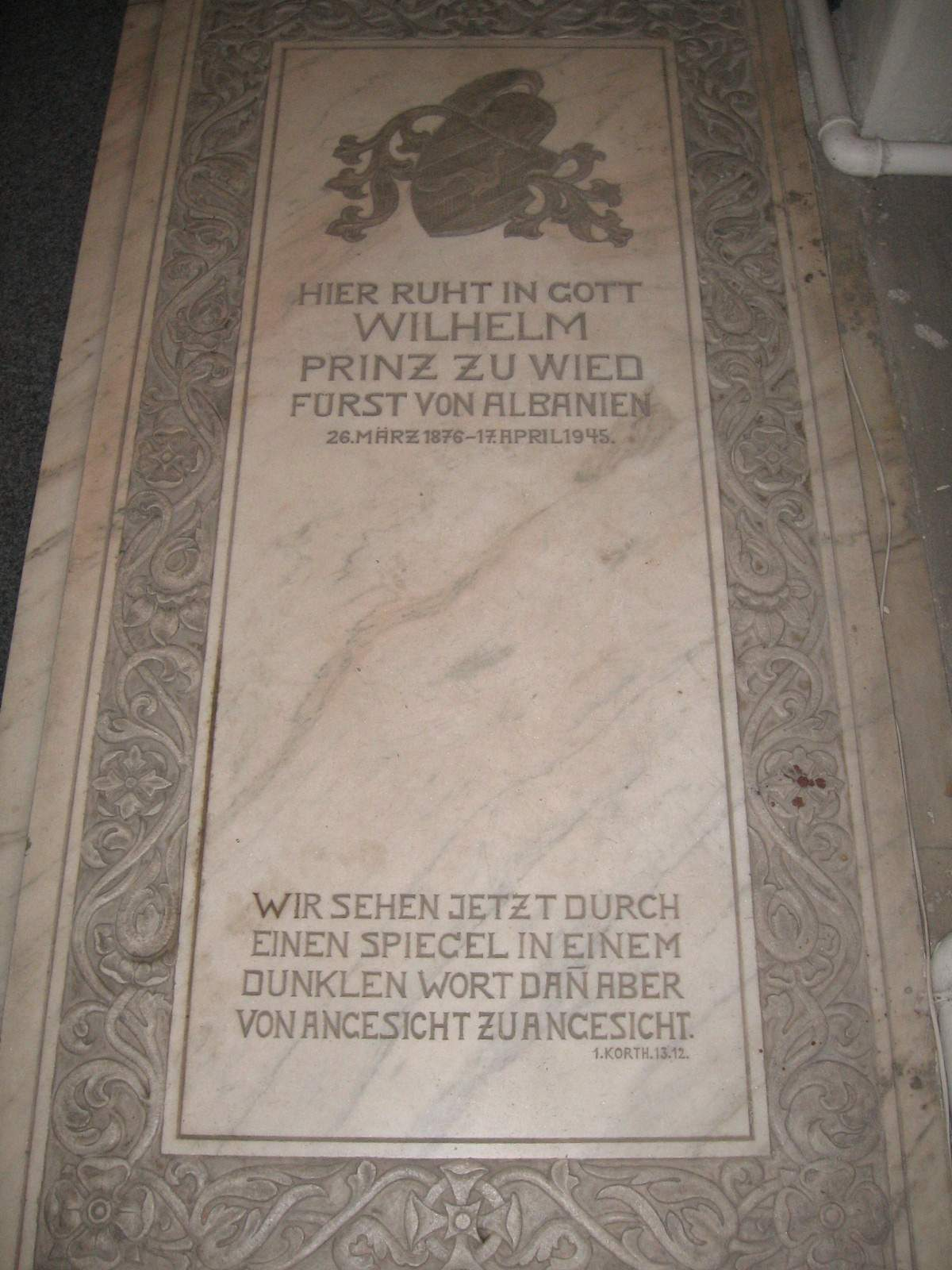
Tomba di Guglielmo di Wied nella chiesa luterana a Bucarest

Guglielmo di Wied morì a Predeal, in Romania, il 18 aprile 1945 e gli successe come pretendente al trono albanese il figlio, Carlo Vittorio di Wied (1913-1973). Il principe Guglielmo è sepolto nella chiesa luterana di Bucarest.

## Ascendenza
|                                   |                             |                                               | Genitori                                           |  |  | Nonni |  |  | Bisnonni                                 |  |  | Trisnonni                                |  |
|                                   |                             |                                               |                                                    |  |  |       |  |  | Giovanni Augusto Carlo, Principe di Wied |  |  | Federico Carlo, Principe di Wied-Neuwied |  |
|                                   |                             |                                               |                                                    |  |  |       |  |  | Giovanni Augusto Carlo, Principe di Wied |  |  | Federico Carlo, Principe di Wied-Neuwied |  |
|                                   |                             | Contessa Maria di Sayn-Wittgenstein-Berleburg |                                                    |  |  |       |  |  | Giovanni Augusto Carlo, Principe di Wied |  |  |                                          |  |
| Ermanno, Principe di Wied         |                             |                                               |                                                    |  |  |       |  |  | Giovanni Augusto Carlo, Principe di Wied |  |  |                                          |  |
|                                   |                             | Principessa Sofia Augusta di Solms-Braunfels  | Guglielmo, Principe di Solms-Braunfels             |  |  |       |  |  |                                          |  |  |                                          |  |
|                                   |                             | Principessa Sofia Augusta di Solms-Braunfels  | Guglielmo, Principe di Solms-Braunfels             |  |  |       |  |  |                                          |  |  |                                          |  |
|                                   |                             | Principessa Sofia Augusta di Solms-Braunfels  | Contessa Augusta Francesca di Salm-Grumbach        |  |  |       |  |  |                                          |  |  |                                          |  |
| Guglielmo, Principe di Wied       |                             | Principessa Sofia Augusta di Solms-Braunfels  |                                                    |  |  |       |  |  |                                          |  |  |                                          |  |
|                                   |                             | Guglielmo, Duca di Nassau                     | Federico Guglielmo, Principe di Nassau-Weilburg    |  |  |       |  |  |                                          |  |  |                                          |  |
|                                   |                             | Guglielmo, Duca di Nassau                     | Federico Guglielmo, Principe di Nassau-Weilburg    |  |  |       |  |  |                                          |  |  |                                          |  |
|                                   |                             | Guglielmo, Duca di Nassau                     | Burgravia Luisa Isabella di Kirchberg              |  |  |       |  |  |                                          |  |  |                                          |  |
| Principessa Maria di Nassau       |                             | Guglielmo, Duca di Nassau                     |                                                    |  |  |       |  |  |                                          |  |  |                                          |  |
|                                   |                             | Principessa Luisa di Sassonia-Hildburghausen  | Federico, Duca di Sassonia-Altenburg               |  |  |       |  |  |                                          |  |  |                                          |  |
|                                   |                             | Principessa Luisa di Sassonia-Hildburghausen  | Federico, Duca di Sassonia-Altenburg               |  |  |       |  |  |                                          |  |  |                                          |  |
|                                   |                             | Principessa Luisa di Sassonia-Hildburghausen  | Duchessa Carlotta Giorgina di Meclemburgo-Strelitz |  |  |       |  |  |                                          |  |  |                                          |  |
| Guglielmo di Wied                 |                             | Principessa Luisa di Sassonia-Hildburghausen  |                                                    |  |  |       |  |  |                                          |  |  |                                          |  |
|                                   | Guglielmo I dei Paesi Bassi | Guglielmo V, Principe di Orange               |                                                    |  |  |       |  |  |                                          |  |  |                                          |  |
|                                   | Guglielmo I dei Paesi Bassi | Guglielmo V, Principe di Orange               |                                                    |  |  |       |  |  |                                          |  |  |                                          |  |
|                                   | Guglielmo I dei Paesi Bassi | Principessa Guglielmina di Prussia            |                                                    |  |  |       |  |  |                                          |  |  |                                          |  |
| Principe Federico dei Paesi Bassi | Guglielmo I dei Paesi Bassi |                                               |                                                    |  |  |       |  |  |                                          |  |  |                                          |  |
|                                   |                             | Principessa Guglielmina di Prussia            | Federico Guglielmo II di Prussia                   |  |  |       |  |  |                                          |  |  |                                          |  |
|                                   |                             | Principessa Guglielmina di Prussia            | Federico Guglielmo II di Prussia                   |  |  |       |  |  |                                          |  |  |                                          |  |
|                                   |                             | Principessa Guglielmina di Prussia            | Langravia Federica Luisa d'Assia-Darmstadt         |  |  |       |  |  |                                          |  |  |                                          |  |
| Principessa Maria dei Paesi Bassi |                             | Principessa Guglielmina di Prussia            |                                                    |  |  |       |  |  |                                          |  |  |                                          |  |
|                                   |                             | Federico Guglielmo III di Prussia             | Federico Guglielmo II di Prussia                   |  |  |       |  |  |                                          |  |  |                                          |  |
|                                   |                             | Federico Guglielmo III di Prussia             | Federico Guglielmo II di Prussia                   |  |  |       |  |  |                                          |  |  |                                          |  |
|                                   |                             | Federico Guglielmo III di Prussia             | Langravia Federica Luisa d'Assia-Darmstadt         |  |  |       |  |  |                                          |  |  |                                          |  |
| Principessa Luisa di Prussia      |                             | Federico Guglielmo III di Prussia             |                                                    |  |  |       |  |  |                                          |  |  |                                          |  |
|                                   |                             | Duchessa Luisa di Meclemburgo-Strelitz        | Carlo II, Granduca di Meclemburgo-Strelitz         |  |  |       |  |  |                                          |  |  |                                          |  |
|                                   |                             | Duchessa Luisa di Meclemburgo-Strelitz        | Carlo II, Granduca di Meclemburgo-Strelitz         |  |  |       |  |  |                                          |  |  |                                          |  |
|                                   |                             | Duchessa Luisa di Meclemburgo-Strelitz        | Langravia Federica d'Assia-Darmstadt               |  |  |       |  |  |                                          |  |  |                                          |  |
|                                   |                             | Duchessa Luisa di Meclemburgo-Strelitz        |                                                    |  |  |       |  |  |                                          |  |  |                                          |  |